# Giáo dục Việt Nam Dân chủ Cộng hòa

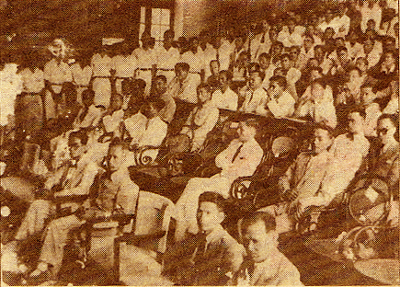
Lễ khai giảng ngày 15 tháng 11 năm 1945 ở Trường Đại học Quốc gia Việt Nam, cơ sở giáo dục đại học đầu tiên của chính thể Việt Nam Dân chủ Cộng hòa

Giáo dục Việt Nam Dân chủ Cộng hòa là nền giáo dục Việt Nam dưới chính thể Việt Nam Dân chủ Cộng hòa. Hệ thống giáo dục này tồn tại cho đến năm 1985 khi nền giáo dục hai miền Nam Bắc thống nhất, dù rằng việc thống nhất chính trị giữa hai miền đã diễn ra từ năm 1976 (thời gian 10 năm để chính phủ Cộng hòa Xã hội Chủ nghĩa Việt Nam đào tạo giáo chức cho lớp 11 và lớp 12, do sự khác biệt trong phân cấp giáo dục giữa hai miền).
Một trong những đặc điểm của giáo dục Việt Nam Dân chủ Cộng hòa là có tính định hướng chính trị và giáo dục được xem là một thành phần phục vụ quan điểm của nhà nước. Nền giáo dục có nguyên tắc "dân tộc hoá, khoa học hoá, đại chúng hoá", về quy mô thì chú trọng công tác phổ cập cơ bản cho toàn bộ người dân, về nội dung thì chú trọng giáo dục chính trị và kiến thức khoa học. Mặt khác, nền giáo dục của Việt Nam Dân chủ Cộng hoà khác với nền giáo dục bị thương mại hoá của Cộng hòa Xã hội chủ nghĩa Việt Nam sau này, học sinh Việt Nam Dân chủ Cộng hoà không có những chương trình học hè và học thêm quá tải, phù hợp với lứa tuổi tùy theo cấp học, không ảnh hưởng nhiều đến thời gian nghỉ ngơi của học sinh, sinh viên.

## Những quy định trong hiến pháp
Điều 15, Hiến pháp Việt Nam Dân chủ Cộng hòa 1946: "Nền sơ học cưỡng bách và không học phí. Ở các trường sơ học địa phương, quốc dân thiểu số có quyền học bằng tiếng của mình. Học trò nghèo được Chính phủ giúp. Trường tư được mở tự do và phải dạy theo chương trình Nhà nước."
Điều 33, Hiến pháp Việt Nam Dân chủ Cộng hòa 1959: "Công dân nước Việt Nam Dân chủ Cộng hoà có quyền học tập. Nhà nước thực hiện từng bước chế độ giáo dục cưỡng bách, phát triển dần các trường học và cơ quan văn hoá, phát triển các hình thức giáo dục bổ túc văn hoá, kỹ thuật, nghiệp vụ, tại các cơ quan, xí nghiệp và các tổ chức khác ở thành thị và nông thôn, để bảo đảm cho công dân được hưởng quyền đó."

## Giáo dục tiểu học và trung học
Năm 1950, hệ thống giáo dục chuyển từ phân ban tú tài cũ sang hệ thống giáo dục phổ thông 9 năm. Hệ thống giáo dục từ 12 năm (chế độ thuộc địa) chuyển sang hệ 9 năm: cấp 1: 4 năm, cấp 2: 3 năm, cấp 3: 2 năm.
| Số liệu học sinh trung tiểu học | Số liệu học sinh trung tiểu học | Số liệu học sinh trung tiểu học | Số liệu học sinh trung tiểu học |
| Niên học                        | Cấp I                           | Cấp II                          | Cấp III                         |
| ------------------------------- | ------------------------------- | ------------------------------- | ------------------------------- |
| 1958-59                         | 964.855                         | 116.922                         | 15.140                          |
| 1964-65                         | 2.160.000                       | 670.000                         | 80.000                          |
| 1966-67                         | 2.410.000                       | 810.000                         | 100.000                         |

Năm 1956, hệ giáo dục phổ thông bao gồm 10 năm:
1. Tiểu học (cấp I), bốn năm;
2. Trung học gồm cấp II và cấp III, mỗi cấp có ba năm.

### Học sinh Lào
Trường sở ở miền Bắc nhận một số học sinh Lào để đào tạo. Từ năm 1964 đến năm 1974 có 6235 học sinh Lào thuộc mọi cấp (từ tiểu học đại học) sang học ở miền Bắc trong các ngành nhân văn, xã hội và công nghệ.

### Trường người Hoa
Ngoài hệ thống trường sở chung, chính phủ tiếp tục cho phép trường của người Hoa hoạt động riêng. Những trường này cho chính phủ Cộng hòa Nhân dân Trung Hoa tài trợ kể từ năm 1950 trở đi, dành riêng cho cộng đồng người Hoa ở Miền Bắc (khoảng 175 000 người vào năm 1960). Năm 1966, khi cuộc Cách mạng Văn hóa gây nhiều biến động ở Trung Hoa và trong giới lãnh đạo Việt Nam, các trường này được sát nhập vào hệ thống giáo dục chung.

### Trường học tại Trung Quốc
Chính phủ Việt Nam Dân chủ Cộng hòa duy trì một số trường sở tại Trung Quốc. Trường Đại học Nam Ninh ở Quảng Tây có riêng phân khoa Sư phạm và Khoa học cùng một số lớp trung học do miền Bắc tổ chức và do Trung Hoa tài trợ theo yêu cầu của Hồ Chí Minh. Theo ký kết năm 1951 thì có 2000 học sinh được gửi sang (trong đó có 1700 học sinh cấp hai và 2000 sinh viên trường sư phạm). Số lượng người có quan hệ với hệ thống giáo dục của Việt Nam tại Trung Hoa lên tới 4.000.
Năm 1953 thì lập trường thiếu nhi Lư Sơn. Cơ sở 9 năm này dành riêng cho các con em cán bộ cao cấp của Việt Nam Dân chủ Cộng hòa, thành viên chính phủ và cán bộ quân đội, Lúc đầu, các bên thống nhất là trường sẽ được đặt ở một khu nghỉ dưỡng trên núi Lư Sơn ở tỉnh Quảng Tây, rất gần với biên giới Việt Nam. Do các vấn đề sức khỏe của học sinh và giáo viên, trường được chuyển về Quế Lâm. Đến năm 1957, trường được sát nhập vào đại học Nam Ninh. Tháng 6 năm 1958, trường được chuyển về Việt Nam. Trường có 1000 học sinh và 200 giáo viên.
Ngoài ra miền Bắc cũng cho lập một trường quân sự bí mật trong thời gian từ tháng 10 năm 1954 đến tháng 12 năm 1955 với 3000 học viên ở lứa tuổi 20-23.

### Trường học phía nam vĩ tuyến 17
Theo tài liệu của Việt Nam Dân chủ Cộng hòa vào thời điểm năm 1975 thì có 148.000 học sinh tiểu học và 1500 học sinh trung học ghi danh ở các trường do lực lượng cộng sản kiểm soát trên lãnh thổ của Việt Nam Cộng hòa. Trung học đây là lớp sáu, đôi khi có lớp bảy là cao nhất. Hệ thống giáo dục ở các khu vực này được vận hành dưới áp lực lớn và không đạt tới những tiêu chuẩn mong muốn của chính phủ miền Bắc. Chất lượng giáo viên không cao. Một tài liệu của Việt Nam Dân chủ Cộng hòa có ghi: "Các giáo viên rất hết lòng, với một nhiệt tình cách mạng cao, rất dũng cảm, sẵn sàng tiến công, sẵn sàng tới gần vị trí địch để thu hút học sinh. Nhưng về chuyên môn và văn hóa, trình độ họ rất thấp."
Hà Nội còn lập Nhà xuất bản Giải phóng để tạo ra hình ảnh rằng đây là một nhà in độc lập của những người cộng sản miền Nam, và phân biệt với Việt Nam Dân chủ Cộng hòa. Nhưng nhà xuất bản này ở Miền Bắc với sự giúp đỡ của các cố vấn Trung Hoa. Các cán bộ trong bộ giáo dục Việt Nam Dân chủ Cộng hòa và những người trong các trại tập trung đóng vai trò quan trọng: "từ các văn bản biên tập xong, đưa tới Bắc Kinh (Trung Quốc) để sửa chữa và in ấn, và theo dõi (từng bước nhỏ) việc vận chuyển sách vào Nam". Tổng cộng có 122 đầu sách được in ra từ năm 1973 đến năm 1975.

## Giáo dục đại học
Bắt đầu từ niên học 1959-1960, tuyển viên muốn nhập học đại học và trường dạy nghề bị chia thành ba nhóm với những điều kiện căn cứ trên giai cấp và lý lịch như sau:
- Thành phần cán bộ kháng chiến tiêu biểu, công nhân nông dân tiêu biểu, cán bộ thiểu số: 40%
  - Thành phần cán bộ kháng chiến tiêu biểu (thâm niên (continous years of work) 6 năm)
    - Lý lịch sạch
    - Quan điểm và tư tưởng tốt
    - Được giới thiệu bởi cấp trên và cơ quan
    - Từ 35 tuổi trở xuống, sức khỏe tốt
    - Trình độ lớp 10 hoặc phải thi, có ngoại lệ ưu tiên

  - Thành phần công nông tiêu biểu
    - Công nhân (thâm niên 4 năm); lý lịch: là công nhân và không thuộc tầng lớp bóc lột; các yêu cầu khác: như trên.
    - Nông dân: chỉ bao gồm các anh hùng và các chiến sĩ có nguồn gốc nông dân

  - Thành phần cán bộ thiểu số: tương tự như cán bộ kháng chiến tiêu biểu nhưng không có yêu cầu về thâm niên
- Nhóm 2: 35%
  - Thành phần cán bộ (thâm niên 4 năm)
  - Sinh viên và đảng viên đảng Cộng sản Việt Nam
  - Sinh viên là con công nhân hoặc trung, bần nông; con liệt sĩ; con thành phần cán bộ
  - Sinh viên cán bộ trẻ
  - Sinh viên miền Nam
  - Sinh viên nữ không thuộc tầng lớp bóc lột
- Thành phần khác: 25%
  - Chọn theo trình độ văn hóa
  - Thành phần tầng lớp bóc lột không được quá 3%.

Vì quan niệm giáo dục phải phục vụ mục tiêu chính trị nên bất kể học ở chuyên ngành nào, sinh viên đại học đều phải học triết học Mác-Lê và lý thuyết đấu tranh giai cấp. Giáo sư chính trị học chính thức trong giai đoạn này là giáo sư Trần Văn Giàu.

## Thi đua
Một phong trào giáo dục của Việt Nam Dân chủ Cộng hòa là phong trào "thi đua". Nhà nước mở ra nhiều cuộc thi đua như "thi đua yêu nước" để vận động quần chúng nhất là giới trẻ. Những người chiến thắng trong những cuộc thi đua này được chọn làm khuôn mẫu (model fighters-chiến sĩ thi đua) để những người khác noi theo. Bắt đầu từ năm 1952 công thức này được đem dùng rộng rãi. Hồ Chí Minh huấn thị trong bài phát biểu khai mạc Đại hội các chiến sĩ thi đua và cán bộ gương mẫu toàn quốc ngày 1-5-1952: "Thi đua là yêu nước, yêu nước thì phải thi đua. Và những người thi đua là những người yêu nước nhất". Nguồn gốc của phong trào này là ý tưởng sorevnovanie từ Liên Xô do Lenin đề xướng tháng 12 năm 1918, một năm sau Cách mạng tháng Mười. Đến đầu thập niên 1960, các phong trào thi đua trở thành một thực tại ở Việt Nam Dân chủ Cộng hòa, và một hệ thống cấp bậc danh hiệu được thiết lập.
Năm 1961 Hồ Chí Minh phát động phong trào "Hai tốt: dạy tốt học tốt" áp dụng thi đua ở học đường. Hồ Chí Minh cũng đề ra "5 điều", coi như những điểm cơ bản của Bác Hồ học sinh phải tuân theo nếu muốn đạt được danh hiệu cháu ngoan Bác Hồ:
1. Phải siêng học,
2. Phải giữ sạch sẽ,
3. Phải giữ kỷ luật,
4. Phải làm theo đời sống mới,
5. Phải thương yêu giúp đỡ cha mẹ anh em.

Tháng 5 năm 1961, nhân dịp kỷ niệm 20 năm ngày thành lập Đội Tiền Phong, Bác Hồ gửi cho các cháu tiền phong (the Pioneers) một bức thư với 5 điều định dạng lại như sau:
1. Yêu Tổ quốc, yêu đồng bào
2. Học tập tốt, lao động tốt
3. Đoàn kết tốt, kỷ luật tốt
4. Giữ gìn vệ sinh
5. Thật thà dũng cảm.

Đến năm 1965, phiên bản cuối cùng của 5 điều có thêm khiêm tốn ở điều thứ 5:
1. Yêu tổ quốc, yêu đồng bào
2. Học tập tốt, lao động tốt
3. Đoàn kết tốt, kỷ luật tốt
4. Giữ gìn vệ sinh thật tốt
5. Khiêm tốn thật thà dũng cảm

Lưu ý rằng "cha mẹ anh chị em " không còn xuất hiện như trong 5 điều ban đầu; đến lúc này, gia đình đã được/bị thay thế bởi sự đoàn kết và lòng yêu nước đặc trưng, tập thể, được biểu tượng hóa cho thiếu niên qua hình ảnh Bác Hồ.
Nhiều địa phương tổ chức các buổi triển lãm để tuyên truyền 5 điều Bác Hồ dạy. Tính đến năm 1970 đã có hơn hai triệu thiếu niên với danh hiệu "cháu ngoan".
Một tổ chức quan trọng khác là đội thanh niên xung phong. Hầu hết thành viên của đội thanh niên xung phong là nữ giới. Nam giới trong đội thanh niên xung phong thường là một trong ba trường hợp: (i) không đủ điều kiện nhập ngũ (ii) không nhất thiết phải nhập ngũ (ví dụ như anh chị em của một liệt sĩ) (iii) những người có lý lịch không tốt muốn tham gia công vụ để "chuộc tội". Tuổi gia nhập là từ 17 lên đến 30 (1965-68), sau rút xuống 17-25 (1968-72) rồi 17-22 (1972-75). Tuy nhiên không ít em gia nhập từ năm 15 như nhà văn Lê Minh Khuê.
Từ tháng 5 năm 1964, cuộc thi đua "Ba sẵn sàng" đã bắt đầu ở Đại học sư phạm Hà Nội, yêu cầu tuổi trẻ sẵn sàng chiến đấu cho Tổ quốc:
1. Sẵn sàng chiến đấu và chiến đấu dũng cảm
2. Sẵn sàng gia nhập lực lượng vũ trang
3. Sẵn sàng đi bất cứ nơi đâu, làm bất cứ điều gì mà Tổ Quốc cần

Đến tháng 8 năm 1964, với những cuộc ném bom đầu tiên từ người Mỹ, cuộc thi đua bắt đầu lan truyền từ người trẻ sang thiếu niên và vị thành niên. Bên cạnh đó, sau khi Hoa Kỳ chính thức đưa quân vào miền Nam, trong bài phát biểu trước nhân dân vào ngày 20 tháng 7 năm 1965, Hồ Chí Minh định nghĩa mục tiêu của mỗi cá nhân là "chống Mỹ, cứu nước", trong đó nhấn mạnh nhiệm vụ của thanh thiếu niên là huy động tất cả những nỗ lực để thực hiện thành công phong trào "Ba sẵn sàng".
Ngoài "ba sẵn sàng" ra còn có "năm xung phong" để thanh thiếu niên học tập.

## Nhận xét về hệ thống giáo dục
Trong giai đoạn này, có lúc chính phủ Việt Nam Dân chủ Cộng hòa yêu cầu chính phủ Pháp gửi một số giáo viên sang bổ túc việc giảng dạy ở Lycée Albert Sarraut, tức trường trung học Chu Văn An ở Hà Nội. Một số người tình nguyện sang miền Bắc, trong đó có vợ chồng thầy giáo thiên tả Gérard Tongas. Tongas khi về Pháp có ghi lại rằng con cái của các cán bộ ở Miền Bắc được gửi vào những trường riêng biệt và không có mối quan hệ nào với phần còn lại của xã hội. Trong những ngôi trường như thế, chương trình học không cao hơn những trường khác, nhưng các chỉ thị của Đảng luôn được phổ biến, điều này nhằm mục đích đào tạo thế hệ cán bộ tương lai. Trong những ngôi trường khác, các buổi mít tinh chính trị cũng được coi là rất quan trọng. Mít tinh thường kéo dài từ 1 giờ rưỡi đến 2 giờ đồng hồ (làm gián đoạn việc học); do hiệu trưởng mở đầu và chủ đề thường là về các đề tài trong báo Nhân dân của Đảng Cộng sản; các em học sinh ngồi nghe xếp thành vòng tròn quanh microphone. Tongas cũng nhận thấy rằng trong những lớp dạy người mù chữ (vốn nhận được nhiều lời khen ngợi từ những người ngoại quốc đã có dịp quan sát những lớp học buổi tối không phân biệt già trẻ), giáo viên chủ yếu dạy học sinh lặp đi lặp lại và viết khoảng 20 khẩu hiệu, ví dụ như "Chủ tịch Hồ Chí Minh muôn năm", "Đảng Lao động muôn năm", "Hòa bình muôn năm", "Đế quốc Mỹ và bọn tay sai sẽ bị đánh bại!"... Những học sinh vượt qua trình độ này sẽ được vào những lớp bổ túc văn hóa và được học ngôn ngữ chính trị, để họ đọc được báo Nhân dân.
Nhà văn Vương Trí Nhàn, trong một bài luận tại Tạp chí Nghiên cứu và Phát triển năm 2014, đã bày tỏ cảm nhận của ông về giáo dục tại Việt Nam Dân chủ Cộng hòa là phi chuẩn. Tính phi chuẩn này bộc lộ rõ nhất trong quan niệm về mục đích, ý nghĩa của giáo dục và cách tổ chức bộ máy giáo dục. Trong khi giáo dục miền Nam được triển khai theo một đường hướng khoa học của thế giới hiện đại thì giáo dục miền Bắc lại có những khía cạnh như trở lại thời tiền hiện đại. Cần ghi nhớ rằng, giáo dục miền Bắc sinh ra trên cơ sở kế thừa các cơ sở mà Pháp để lại cộng thêm các cơ sở dạy học tự phát trong cuộc kháng chiến chống Pháp, nên nó chưa đủ các bộ phận cần thiết. Trong khi phải làm giáo dục một cách mò mẫm, những người làm giáo dục Việt Nam Dân chủ Cộng hòa luôn tự nhủ rằng họ đang làm một cuộc cách mạng trong giáo dục và nền giáo dục của họ là một nền giáo dục tiên tiến. Trong hoàn cảnh chiến tranh và cả nước phải đóng cửa cách ly với thế giới, nền giáo dục Việt Nam Dân chủ Cộng hòa không thể hội nhập theo đúng nghĩa của nó.
Giáo sư Ngô Đăng Tri khẳng định nền giáo dục của Việt Nam Dân chủ Cộng hoà đã xóa bỏ tính chất phản dân tộc và phản đại chúng của các nền giáo dục dưới thời thực dân Pháp và phong kiến cũ, đặt nền móng cho sự ra đời của nền giáo dục của nước Việt Nam thống nhất. Nền giáo dục này đã thực hiện được quyền học tập của mọi người dân, đồng thời đã xây dựng được phong trào bình dân học vụ để xóa bỏ nạn mù chữ trong một thời gian ngắn. Đội ngũ giáo viên, học sinh đã được gia tăng khá đông đảo, chất lượng được cải thiện, nhất là các ngành học phổ thông. Ngay trong điều kiện thời chiến cũng đã xây dựng được các bậc giáo dục đại học, cao đẳng và trung học chuyên nghiệp, hình thành được ngành học mầm non. Ngoài ra, giáo dục miền núi và vùng đồng bào dân tộc thiểu số cũng được quan tâm đúng mức. Việc bổi dưỡng các thế hệ học sinh giàu lý tưởng và tinh thần ái quốc đã được đảm bảo, thúc đẩy cuộc kháng chiến kiến quốc đi tới thắng lợi và chuẩn bị cơ sở cho sự phát triển ở các thời kỳ sau.